# Куцоніжка лісова
Куцоні́жка лісова́ (Brachypodium sylvaticum) — багаторічна рослина родини тонконогових. Середнього розміру злак, що зазвичай утворює дернини та має пониклі широколінійні листки і колосисті суцвіття. Належить до реліктів третинного періоду. Вирізняється дуже широким ареалом, який охоплює помірний, субтропічний та, частково, тропічний пояси Євразії. Відмічений як інвазивний вид у США. Зростає у лісах різних типів на помірно вологих, родючих ґрунтах. Тіньовитривала рослина. Регіонально рідкісний вид, занесений до Червоних книг багатьох адміністративних одиниць Росії і до Червоної книги Естонії. Має обмежене значення як декоративна культура.

## Назва
Згідно Словника українських наукових і народних назв судинних рослин для цього виду народних назв не зареєстровано. Українська наукова назва є дослівним перекладом латинської, в якій родовий епітет походить від давньогрецьких слів βραχύς — «короткий» і πόδιον — «ніжка» і вказує на відносно короткі квітконіжки цієї трави. Видовий епітет походить від латинського слова silva — «лісовий». Він обумовлений зоною розповсюдження цього злаку, приуроченою до лісів найрізноманітніших типів. Англійці називають цю траву false-brome — «несправжній стоколос» або wood false brome — «лісовий несправжній стоколос». У цій назві відображена зовнішня подібність цих двох злаків.

## Опис

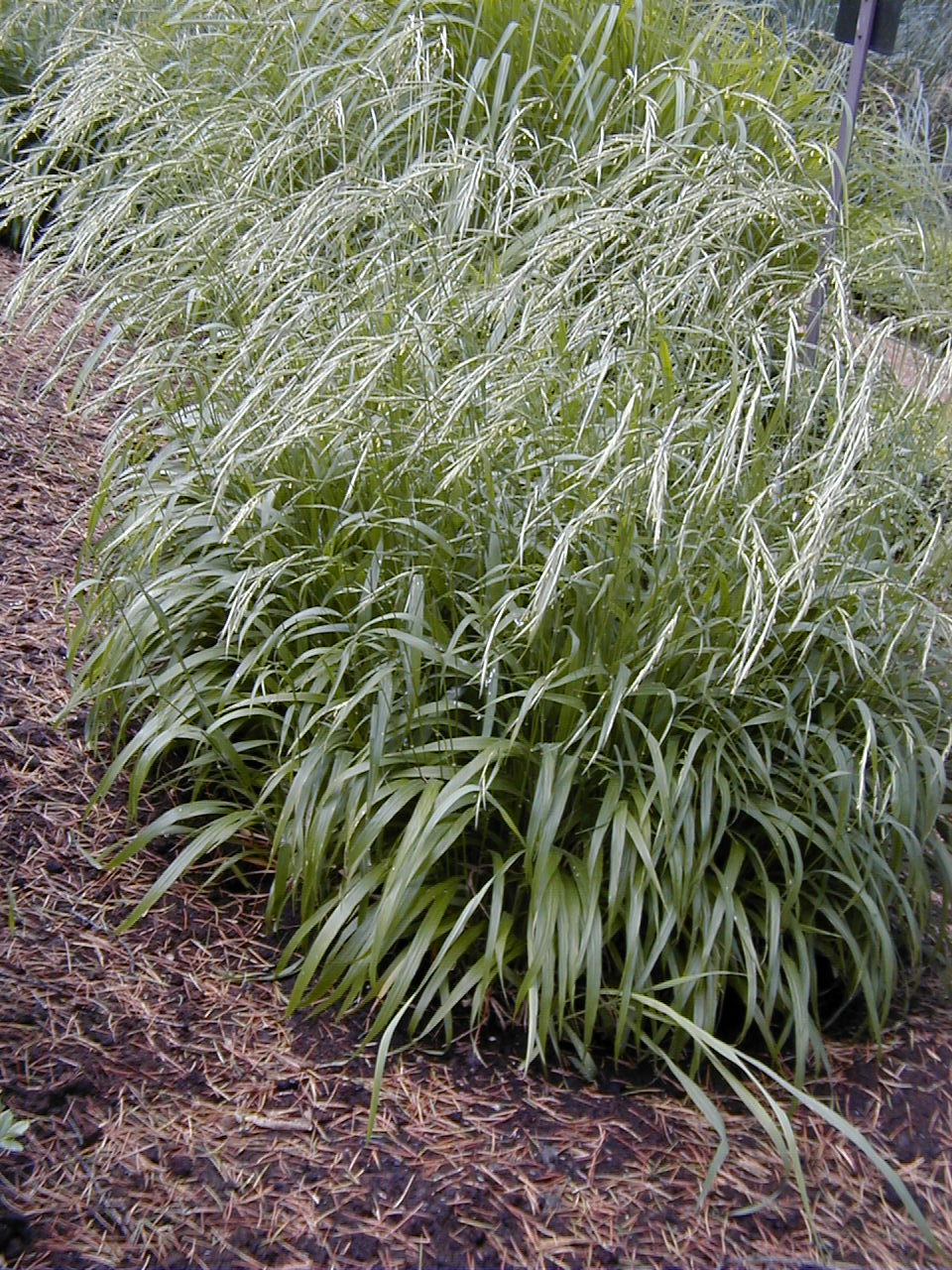
Загальний вигляд рослини під час цвітіння.

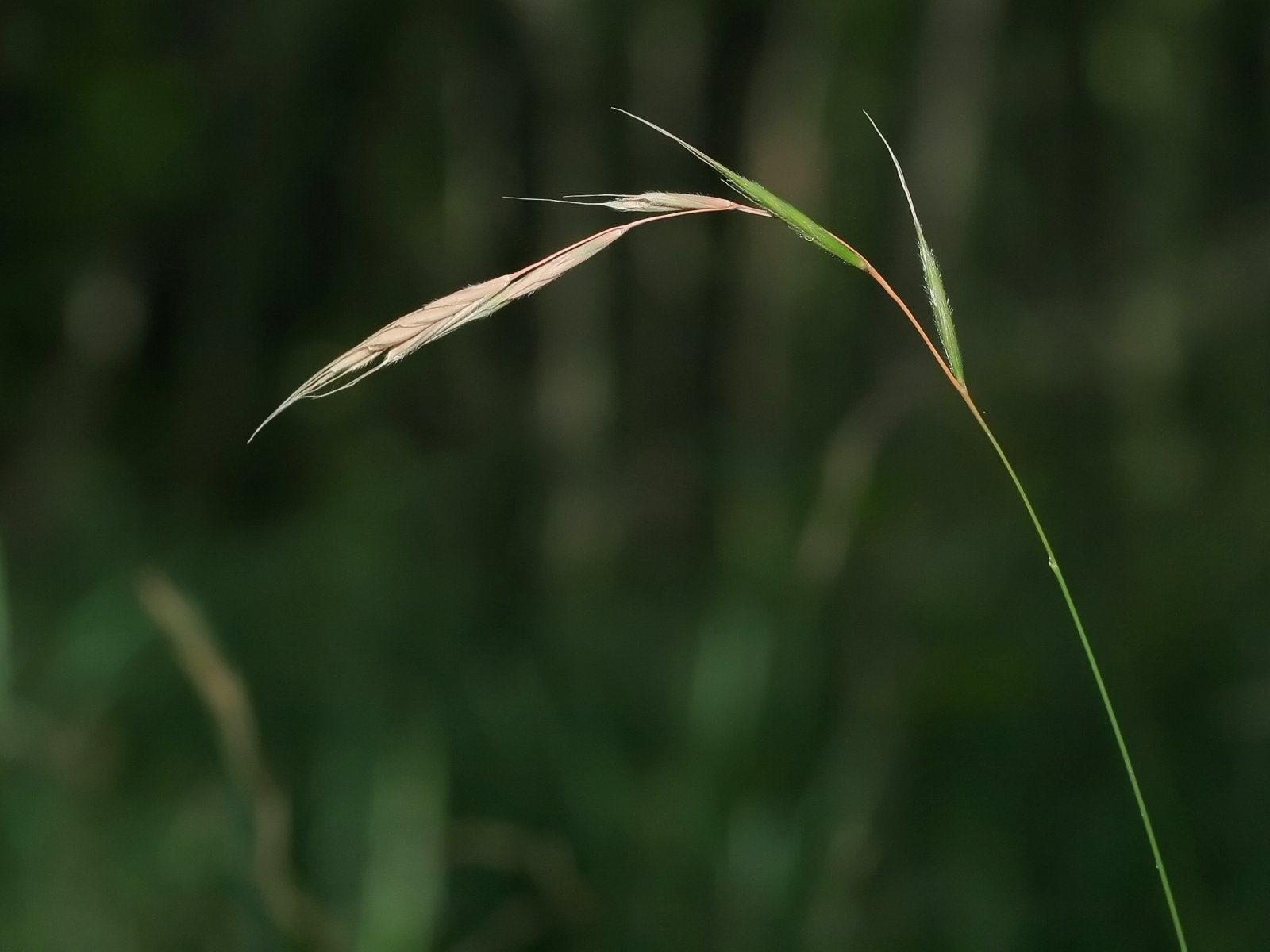
Суцвіття-колос.

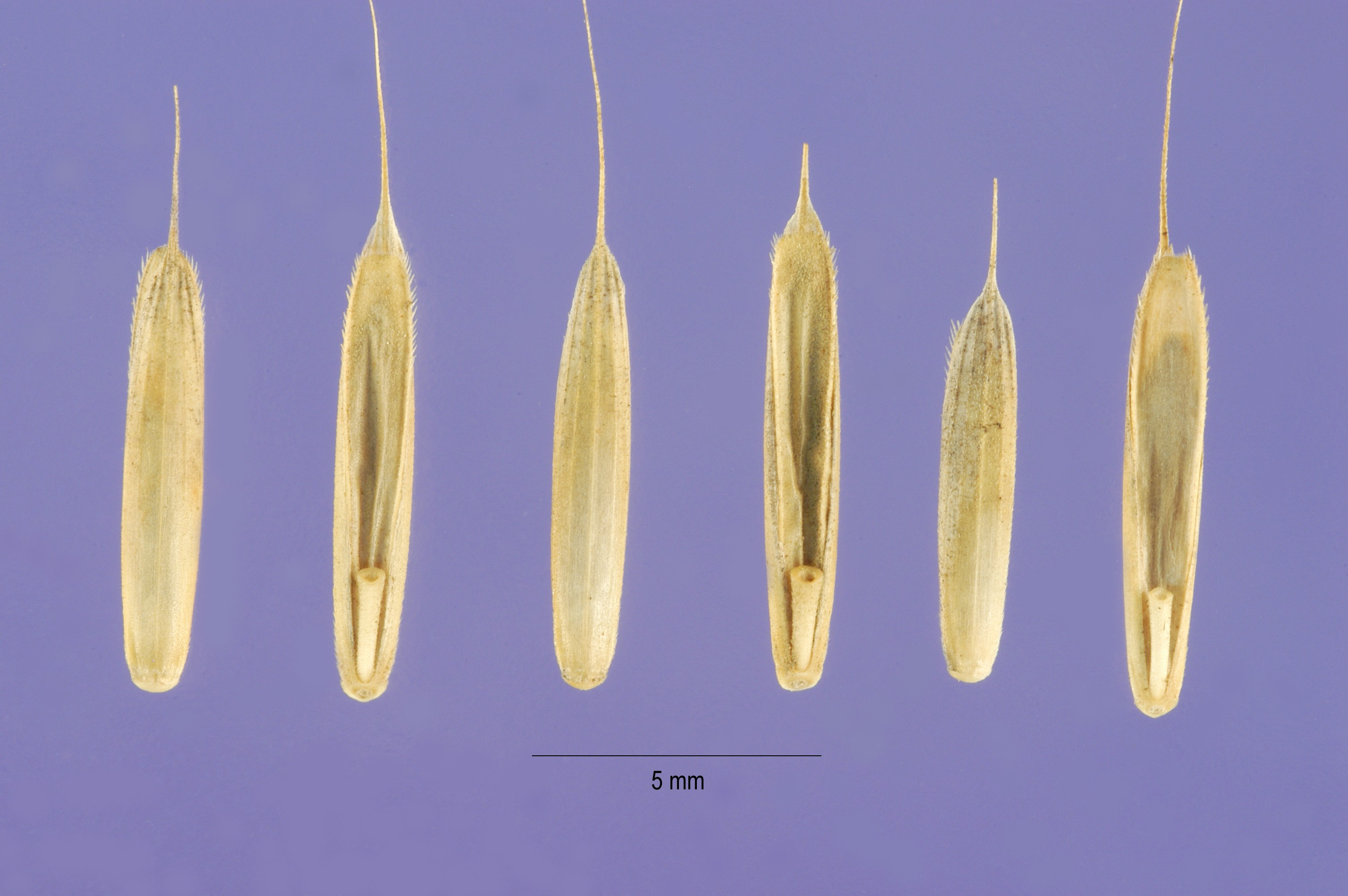
Насіння.

Багаторічна трав'яниста рослина заввишки 30—125 (іноді до 180) см, у критського підвиду вона ще менша — 20—50 см. Кореневище коротке, за рахунок чого куцоніжка лісова утворює щільні чи рихлі дернинки. Стебла прямостоячі, інколи при основі колінчастовисхідні, слабкі, у нижній частині опушені м'якими довгими прямостоячими волосками, у вузлах густоволосисті завдяки шорстко-опушеним листковим піхвам. Загалом на стеблі буває 4—5 вузлів. Язичок зубчастий. Листки довгі, завширшки 4—12 мм, широколінійні, пласкі, щільні, але м'які, темно-зелені, з обох боків шорсткі, вкриті знизу (а іноді й зверху) уздовж жилок негустими довгими волосками.
Кількість квітконосів істотно варіює в залежності від умов зростання, у глибокій тіні їх може бути дуже мало. Суцвіття — двобічний, тонкий, дуже рідкий, пониклий колос завдовжки 5—15 см, що складається з 5—15 колосків. Кожен колосок сягає завдовжки 2—4 см, притиснутий до квітконоса і складається з 6—17 квіток, розташованих на дуже коротких товстих квітконіжках (інколи вони відсутні взагалі). Саме за короткими (відсутніми) квітконіжками цей вид можна відрізнити від схожих на нього стоколосів. Квіткові луски коротші за колоски, гострі, причому верхні на 2—3 мм довші за нижні. Квіткові луски нижніх квіток мають остюки завдовжки 6—12 мм (при цьому їхня довжина дорівнює довжині луски), натомість, остюки середніх та верхніх квіток довші (до 13 мм) і перевершують за довжиною квіткову луску. За іншими даними, остюки верхніх квіткових лусок також можуть бути довші за луску. Нижні квіткові луски вузьколанцетні, з сімома добре помітними жилками, на спинці голі, а по боках вкриті короткими шилоподібними волосками. Пиляки 1,8—4 мм завдовжки.
Плід — зернівка.
Число хромосом 2n = 14, 16, 18, 28, 44, 56.

## Поширення
Ареал виду дуже широкий і охоплює помірну, субтропічну та, частково, тропічну зони Євразії. Куцоніжка лісова звичайна на Азорських і Британських островах, Мадейрі, у Центральній та Східній Європі. Північна межа європейської частини ареалу сягає півдня Фенноскандії, Ленінградської, Псковської та Новгородської областей Росії, верхів'їв Волги. Західна частина ареалу включає також і Північну Африку. Далі на схід цей злак зростає на Кавказі. Азійська частина ареалу охоплює терени Малої, Центральної та Східної Азії, причому південно-східна межа розповсюдження пролягає через Японський архіпелаг та острови Індонезії. Втім, в гірських районах Азії ареал цього виду переривчастий, наприклад, у Сибіру відокремлені місця зростання знайдені в Алтайських горах, Томській області, Красноярському та Забайкальскому краях, окремий ексклав виявлений у гірських районах Шрі-Ланки. У горах помірної зони (наприклад, Альпах) цей вид відмічений на висотах до 1200 м, у південних регіонах (наприклад, на острові Крит) він підіймається до висоти 2100 м.
За межами природного ареалу сталі осередки зростання вперше виявлені в американському штаті Орегон у 1939 році. Вони знайдені у долині річки Вілламетт, куди цей вид, імовірно, потрапив із дослідних садів Міністерства сільського господарства США. Сторіччя потому куцоніжка лісова поширилася по всій долині, утворивши агресивні осередки у лісах і передгір'ях поблизу Юджіна та Корвалліса. Звідси вона швидко продовжує наступ на тихоокеанське узбережжя США, зокрема, її популяції вже виявлені на півдні штату Вашингтон та у Північній Каліфорнії. Оскільки популяції цього злаку пригнічують представників місцевої флори, цей вид вважають інвазивним. На східному узбережжі США куцоніжка лісова рідкісна. Тут невеликі за розміром осередки зростання виявлені у штатах Нью-Йорк, Онтаріо, Вірджинія, інвазійний потенціал куцоніжки в цих місцевостях достеменно не досліджений.

## Екологія
Рослина морозостійка, тіньовитривала, помірно вологолюбна. Остання властивість обумовлена тим, що куцоніжка лісова є реліктом неморальних (широколистяних) лісів третинного періоду, тобто цей злак поширився саме тоді, коли клімат був м'яким і відносно вологим. В сучасну кліматичну епоху цей вид зростає у листяних, мішаних та, меншою мірою, хвойних лісах. Серед листяних лісів цей злак найчастіше приурочений до березин, бучин, вільшаників, в'язин, дібров зі звичайного та пухнастого дуба, осичняків, ясеневих лісів тощо. Серед мішаних лісів він найбільш поширений в ялиново-широколистяних та осиково-ялицевих лісах, рідше трапляється навіть у чистих хвойних (зокрема, ялицевих). У трав'яному покриві куцоніжка лісова часто зростає разом із великими за розміром травами, утворюючи своєрідні зарості. Вона може оселятись як під гіллям дерев, так і на галявинах, вирубках, також може траплятися по берегах лісових річок, серед чагарників, на узбіччях доріг. Характерно, що у гірських районах цей вид воліє оселятись не під покривом дерев, а на відкритіших місцях: луках, скелястих уступах, осипах.
До якості ґрунту куцоніжка лісова відносно вимоглива: полюбляє помірно вологі, свіжі, плодючі та рихлі, найчастіше, трапляється на дерново-підзолистих, сірих лісових та бурих гірських ґрунтах. За кислотністю оптимальними ґрунтами для цього злаку є нейтральні або лужні карбонатні, однак на кислих він також може траплятися.
Вид розмножується насінням, вегетативне розмноження йому не властиве, однак у культурі при розрізанні кореневища окремі його частки здатні дати початок новим рослинам. Квітне в червні — серпні, іноді у вересні — жовтні спостерігають повторне цвітіння. Квітки розкриваються приблизно о 19-й годині вечора і закриваються о 6—7-й ранку, причому цвітіння відбувається лише при відносній вологості повітря понад 50 % і за температури вищій за 10 °C. Плоди достигають у липні—вересні, але більша частина — у серпні. Слід зауважити, що куцоніжка лісова є відносно повільноростучою травою, тому спочатку у трав'яному покриві лісу її не видно за пагонами інших рослин. По мірі того, як під кронами дерев згущується тінь, інші трави поступово гинуть, а куцоніжка стає помітнішою, однак, у дуже глибокій тіні гине навіть вона. Добре розвинені особини довговічні і за рахунок щедрого самосіву можуть утворювати досить помітні зарості.
Загалом рослина стійка до ураження паразитами і шкідниками. На куцоніжці лісовій відмічено харчування таких комах-консортів як Carterocephalus palaemon, Elachista subalbidella, Maniola jurtina, Pararge aegeria, Thymelicus sylvestris. На цій траві паразитують мікроскопічні грибки Epichloë sylvatica й Puccinia brachypodii.

## Використання і статус виду
Куцоніжка лісова належить до м'яких злаків, тому легко скошується косою. До того ж, вона добре відновлюється після незначного поїдання худобою (травоїдні тварини не віддають їй перевагу в порівнянні з іншими злаками). Не зважаючи на ці корисні якості, вона не має господарського значення як кормова культура. Наприкінці XX — початку XXI століття у зв'язку із розширенням асортименту декоративних рослин її почали використовувати як газонну траву на обмежених площах. Як правило, куцоніжку лісову висаджують у кам'янистих садках, бордюрах, окремими куртинами у контейнерах, під деревами.
У країнах західної частини ареалу (Західна, Центральна Європа, Західна Азія, Північна Африка) куцоніжка лісова як розповсюджений вид, якому притаманна висока щільність популяцій, визнана такою, що не потребує охорони. Однак у сильно фрагментованій північно-східній частині ареалу окремі осередки нестійкі і визнані такими, що знаходяться під загрозою знищення. Основними несприятливими чинниками для куцоніжки лісової на цих теренах визнані зміни середовища: лісові пожежі, забудова, вирубування лісів, надмірне випасання худоби, видобуток копалин. У зв'язку з цим вона занесена до Червоних книг Республіки Бурятія, Красноярського краю, Владимирської, Івановської, Іркутської, Кіровської, Костромської, Ленінградської, Новгородської, Ярославської, Псковської областей Росії, а також до Червоної книги Естонії.
За межами природного ареалу цю рослину розглядають як бур'ян. Так, у США суцільний покрив із куцоніжки лісової в промислових лісах створює ідеальні умови для існування гризунів, пагони цієї трави пригнічують розвиток не тільки трав'янистих рослин, але і паростків дуба. Скупчення сухих стебел у дернинах створює передумови для виникнення лісових пожеж, при цьому сама куцоніжка лісова стійка до пожеж і здатна відновити ріст вже через два тижні після згоряння. Заходами боротьби із цим злаком є карантин (обробка взуття), прополювання поодиноких особин, обробка селективними гербіцидами великих за площею заростей, а також поєднання раннього скошування трави та наступної обробки гербіцидами. Надмірне випасання худоби також пригнічує ріст куцоніжки лісової.

## Таксономія
У зв'язку із надзвичайно широким ареалом куцоніжка лісова утворює багато ботанічних форм, підвидів та варієтетів. За відомостями сайту The Plant List, для цього виду зареєстровані наступні субтаксони, з яких беззаперечно визнані лише кілька підвидів:
| - Brachypodium sylvaticum var. abyssinicum (Hochst.) Chiov. - Brachypodium sylvaticum var. asperum Hack. - Brachypodium sylvaticum var. balcanicum Kit. - Brachypodium sylvaticum subsp. creticum H.Scholz & Greuter — підвид, ендемічний для острова Крит, де він зростає в ущелинах на висотах 1100—2100 м. Цей підвид вирізняється значно меншою висотою — від 20 до 50 см. - Brachypodium sylvaticum subsp. dumosum (Vill.) Tzvelev - Brachypodium sylvaticum var. dumosum (Vill.) Beck - Brachypodium sylvaticum var. formosanum (Hayata) Ohwi - Brachypodium sylvaticum var. gaditanum (Talavera) A.Galán - Brachypodium sylvaticum var. glabratum Czeczott - Brachypodium sylvaticum var. glabrescens Coss. & Germ. - Brachypodium sylvaticum var. glabrum Lej. & Courtois - Brachypodium sylvaticum subsp. glaucovirens Murb. — підвид, поширений у Середземномор'ї. - Brachypodium sylvaticum var. glaucovirens (Murb.) Stoj. & Stef. | - Brachypodium sylvaticum subsp. gracile (Weigel) Dumort. - Brachypodium sylvaticum var. gracile (Wiegel) Keng - Brachypodium sylvaticum var. involutum (Buse) Jansen - Brachypodium sylvaticum var. kelungense (Honda) C.C.Hsu - Brachypodium sylvaticum var. khasianum Hook.f. - Brachypodium sylvaticum subsp. kurilense Prob. - Brachypodium sylvaticum var. leiospicum Hara - Brachypodium sylvaticum var. longiaristatum Hook.f. - Brachypodium sylvaticum subsp. luzoniense Hack. - Brachypodium sylvaticum var. luzoniense (Hack.) Hara - Brachypodium sylvaticum var. miserum (Thunb.) Koidz. - Brachypodium sylvaticum var. multiflorum Willk. - Brachypodium sylvaticum var. pilosum Post | - Brachypodium sylvaticum var. prorepens Asch. & Graebn. - Brachypodium sylvaticum var. psedodistachyum Hook.f. - Brachypodium sylvaticum var. pseudodistachyon Hook.f. - Brachypodium sylvaticum var. pseudopinnatum Chiov. - Brachypodium sylvaticum subsp. pubescens (Peterm.) Tzvelev - Brachypodium sylvaticum var. pubescens Gray - Brachypodium sylvaticum var. pubifolium (Hitchc.) Jansen - Brachypodium sylvaticum var. scabrum Spenn. - Brachypodium sylvaticum subsp. spryginii Tzvelev — підвид, ендемічний для Кримського півострова. - Brachypodium sylvaticum var. sylvaticum — номінативний підвид, що зростає по всьому ареалу. - Brachypodium sylvaticum f. villosum Hayek - Brachypodium sylvaticum var. villosum Spenn. - Brachypodium sylvaticum var. wattii (C.B.Clarke) Hook.f. |

Крім того, для куцоніжки лісової наводять наступні синоніми:
| - Agropyron miserum (Thunb.) Tanaka. - Agropyron nubigenum (Nees ex Steud.) Nees ex Koord. - Agropyron sylvaticum (Pollini) Chevall. - Brachypodium barbinode Bercht. & Seidl - Brachypodium fontanesii Nees ex Hook.f. - Brachypodium formosanum Hayata - Brachypodium gaditanum Talavera - Brachypodium glabrum Candargy ex Koidz. - Brachypodium glaucovirens f. intermedium Degen - Brachypodium gracile var. pubescens Peterm. - Brachypodium gracile f. pubescens Peterm. - Brachypodium hayatanum Honda - Brachypodium involutum Buse - Brachypodium kelungense Honda - Brachypodium kurilense (Prob.) Prob. - Brachypodium laxum Bercht. & Seidl - Brachypodium manschuricum Kitag. - Brachypodium miserum Koidz. - Brachypodium miserum subsp. kurilense (Prob.) Vorosch. - Brachypodium miserum var. miserrimum Honda - Brachypodium pinnatum var. sylvaticum (Huds.) St.-Yves - Brachypodium pratense Keng ex Keng f. - Brachypodium pubescens (Peterm.) Mussajev - Brachypodium pubifolium Hitchc. - Brachypodium rigidulum Opiz & Bercht. - Brachypodium sylvaticum var. asperum Hack. - Brachypodium sylvaticum var. balcanicum Kit. - Brachypodium sylvaticum subsp. creticum H.Scholz & Greuter - Brachypodium sylvaticum subsp. dumosum (Vill.) Tzvelev - Brachypodium sylvaticum var. dumosum (Vill.) Beck - Brachypodium sylvaticum var. formosanum (Hayata) Ohwi | - Brachypodium sylvaticum var. gaditanum (Talavera) A.Galán - Brachypodium sylvaticum var. glabratum Czeczott - Brachypodium sylvaticum var. glabrescens Coss. & Germ. - Brachypodium sylvaticum var. glabrum Lej. & Courtois - Brachypodium sylvaticum var. gracile (Wiegel) Keng - Brachypodium sylvaticum var. involutum (Buse) Jansen - Brachypodium sylvaticum var. kelungense (Honda) C.C.Hsu - Brachypodium sylvaticum var. khasianum Hook.f. - Brachypodium sylvaticum subsp. kurilense Prob. - Brachypodium sylvaticum var. leiospicum Hara - Brachypodium sylvaticum var. longiaristatum Hook.f. - Brachypodium sylvaticum subsp. luzoniense Hack. - Brachypodium sylvaticum var. luzoniense (Hack.) Hara - Brachypodium sylvaticum var. miserum (Thunb.) Koidz. - Brachypodium sylvaticum var. multiflorum Willk. - Brachypodium sylvaticum var. pilosum Post - Brachypodium sylvaticum var. prorepens Asch. & Graebn. - Brachypodium sylvaticum var. psedodistachyum Hook.f. - Brachypodium sylvaticum var. pseudodistachyon Hook.f. - Brachypodium sylvaticum subsp. pubescens (Peterm.) Tzvelev - Brachypodium sylvaticum var. pubescens Gray - Brachypodium sylvaticum var. pubifolium (Hitchc.) Jansen - Brachypodium sylvaticum var. scabrum Spenn. - Brachypodium sylvaticum subsp. spryginii Tzvelev | - Brachypodium sylvaticum f. villosum Hayek - Brachypodium sylvaticum var. villosum Spenn. - Brachypodium sylvaticum var. wattii (C.B.Clarke) Hook.f. - Brachypodium wattii C.B.Clarke - Brevipodium sylvaticum (Huds.) Á.Löve & D.Löve - Brevipodium sylvaticum var. dumosum (Vill.) P.Silva & Teles - Bromus dumosus Vill. - Bromus gracilis Weigel - Bromus pinnatus Oeder - Bromus silvaticus J.F.Gmel. - Bromus sylvaticus (Huds.) Pollich - Bromus sylvaticus (Huds.) Lyons - Bromus triflorus Ehrh. - Elymus nubigenus (Nees ex Steud.) Á.Löve - Festuca calamaria Sm. - Festuca misera Thunb. - Festuca nepalensis Steud. - Festuca pinnata var. sylvatica (Huds.) Huds. - Festuca sylvatica Huds. - Poa misera (Thunb.) Koidz. - Poa quadriflora Moench ex Steud. - Poa remota Fr. ex Nyman - Poa sabauda Suter - Polypogon miser (Thunb.) Makino - Schedonorus calamarius (Sm.) P.Beauv. - Triticum barbinode Tausch - Triticum involutum (Buse) Miq. - Triticum nubigenum Steud. - Triticum sylvaticum (Huds.) Moench - Triticum teretiflorum Wibel |

Як показує цей список, свого часу різні дослідники розглядали куцоніжку лісову як житняк, стоколос, пирій, кострицю, тонконіг, багатоборідник і, навіть, пшеницю. Характерно, що вперше цей вид був описаний саме під таксономічно застарілою (неточною) назвою, як костриця лісова (Festuca sylvatica).